# Pocrí (Panama, Los Santos)
Pour les articles homonymes, voir Pocrí.
Pocrí est un corregimiento situé dans la province de Los Santos, district d'Aguadulce, au Panama. En 2010, la localité comptait 1 002 habitants.